# 大垣市立時小学校
大垣市立時小学校（おおがきしりつ ときしょうがっこう）は、かつて岐阜県大垣市にあった公立小学校。

## 概要
- 通学区域は上石津町時、上石津町時山であり、公立中学校の進学先は大垣市立上石津中学校である[1]。
- 校区は過疎化が進んでおり、年度によっては複式学級が行われることもある[注釈 1]。

- 上石津地域の1つの中学校（上石津中）と4つの小学校（多良小・時小・一之瀬小・牧田小）を統合し、義務教育学校の大垣市立上石津学園の新設により廃校。

## 沿革
- 1873年（明治6年） - 石津郡[注釈 2]打上村に菁々義校、上村に琢磨学校が開校する。
- 1875年（明治8年） - 菁々義校が土岐学校、負薪義校が負薪学校にそれぞれ改称する。
- 1876年（明治9年） - 土岐学校と琢磨学校が合併し、時小学校となる。
- 1888年（明治21年） - 時尋常小学校に改称する。
- 1889年（明治22年）7月1日 - 細野村、上村、打上村、上堂ノ上村、下山村が合併し、冠村が発足。
- 1890年（明治23年）
  - 3月24日 - 冠村が時村に改称する。
  - 4月 - 時尋常小学校に高等科を設置する。
- 1898年（明治31年） - 時山尋常小学校を統合。時山分校（1901年に時山分教場に改称）を設置。
- 1905年（明治38年） - 時山分教場が時山尋常小学校として独立する。
- 1926年（大正15年） - 青年訓練所を設置する。
- 1941年（昭和16年）4月1日 - 時国民学校に改称する。
- 1947年（昭和22年）4月1日 - 時村立時小学校に改称する。
- 1955年（昭和30年）1月15日 - 時村、牧田村、一之瀬村、多良村が合併、上石津村が発足。同時に上石津村立時小学校に改称する。
- 1969年（昭和44年）1月15日 - 上石津村が町制施行、上石津町となる。同時に上石津町立時小学校に改称する。
- 1971年（昭和46年）4月 - 時小学校と時山小学校を統合する。名目上の統合であり、旧・時小学校は時教室、旧・時山小学校は時山教室となる。
- 1972年（昭和47年）
  - 3月 - 現在地に新校舎落成。時教室、時山教室を廃止。
  - 12月 - 体育館、プール落成。
- 1984年（昭和59年） - 特別教室落成。
- 2006年（平成18年）3月27日 - 上石津町が大垣市に編入される。同時に大垣市立時小学校に改称。
- 2024年（令和6年）
  - 3月25日 - 閉校式を行う[2]。
  - 3月31日 - 廃校。

## その他
- 1971年までの旧・時小学校は、現在の大垣市上石津町下山2862に存在した。跡地は時公民館などになっており、当時の正門が残っている。
- 廃校後、校舎などの建物はJ-MAXが使用優先権を獲得。ウナギ養殖やイチゴ栽培などに活用が計画されている。体育館は2024年（令和6年）10月にBMXの練習施設の「SAPEur BMX PARK」となった。

## 著名な出身者
- 江口夜詩（作曲家）

旧・時小学校跡地に顕彰碑がある。
同校の校歌の作詞作曲を手掛けている。